# The Extreme Team
The Extreme Team es una película estadounidense de acción de 2003, dirigida por Leslie Libman, escrita por Timothy Scott Bogart y James Hereth, musicalizada por Doug DeAngelis y Kevin Haskins, en la fotografía estuvo Stuart Dryburgh y los protagonistas son Jeremy Kewley, Eric Mabius y Bai Ling, entre otros. El filme fue producido por Mandalay Television, Touchstone Television y Warren Miller Entertainment.

## Sinopsis
Un equipo de rescate de operaciones especiales, compuesto por atletas de deportes extremos de la Generación X, se dirige a Nueva Zelanda para liberar a un exintegrante que fue raptado.